# الزفاف في قانا
الزفاف في قانا هي لوحة زيتية للرسام الإيطالي باولو فرونزه رسمها في 1563.